# Ceninensins

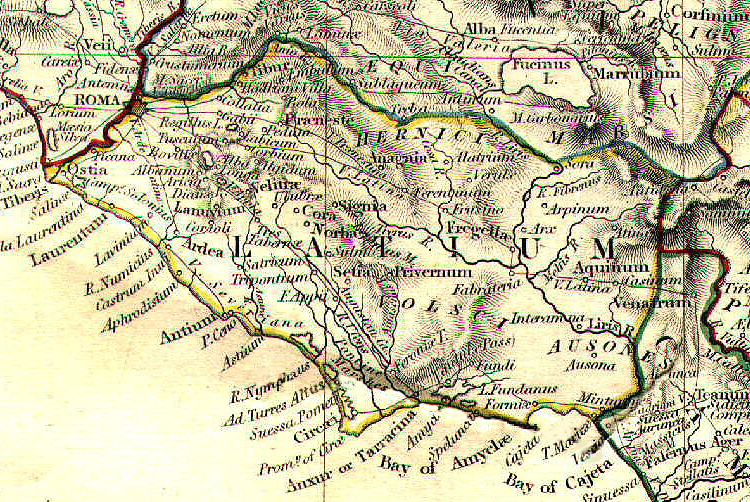
Le Latium vetus avec les cités de Caenina, d'Antemnae, de Crustumerium, de Médullia, de Fidènes et de Véies, premières rivales de la Rome de Romulus.

Les Ceninensins ou Ceninentins étaient, selon la tradition historiographique antique, un peuple pré-romain de l'Italie près de Rome, où Romulus est allé pour offrir des sacrifices. Selon Plutarque, les Ceninensins étaient d'origine sabine. Leur capitale Caenina est incluse par Pline l'Ancien dans sa liste de cités disparues. Grâce à des inscriptions, nous savons aujourd'hui que la cité se trouvait dans la zone du quartier Colli Aniene.
Selon la légende, les Ceninensins furent annexés par les Romains après la victoire de Romulus, le premier roi de Rome en 752-751 av. J.-C. contre le chef ceninensin Acron qui y perdit la vie et ses dépouilles opimes (spolia opima), comme les Fasti triumphales en perpétuèrent la mémoire :

« Romulus, fils de Mars, roi, a triomphé de la population de Caenina aux calendes de Mars (1er Mars).. Fasti triumphales, 2 années après la fondation de Rome. »

## La bataille
Selon la légende, les Ceninensins, irrités de l'enlèvement des Sabines, mais aussi de leurs femmes, déclarèrent la guerre à Rome. Les deux armées s'alignèrent sur la plaine entre les collines romaines, mais selon la tradition de l'époque, un combat singulier fut proposé, et accepté, pour trancher le litige, afin d'épargner le sang de nombreux hommes. Romulus, chef romain, fit un saut au-dessus d'Acron, chef ceninensin, et le tua d'un coup de gladius dans la salière (creux claviculaire : cette légende qui n'existe pas dans l'Iliade a inspiré dans le film Troie de 2004 la scène du combat d'Achille contre le thessalien Boagrius).